# Hybridoomtechniek

Een overzicht van de hybridoomtechniek die gebruikt wordt om monoklonale antilichamen te produceren.

De hybridoomtechniek (Engels: hybridoma technology) is een methode die wordt gebruikt om grote hoeveelheden monoklonale antilichamen te produceren; dit zijn antilichamen die afkomstig zijn van een enkele B-cel en dus specifiek zijn voor één epitoop op een antigeen. De techniek werd in 1975 ontwikkeld door Georges Köhler en César Milstein. Monoklonale antilichamen zijn van groot belang in onderzoek en hebben vele klinische toepassingen, zoals in kankerbehandelingen.
De techniek begint met de immunisatie van een muis met een specifiek antigeen, zodat het dier antilichamen tegen dit antigeen gaat produceren. Vervolgens worden de B-cellen geïsoleerd (uit de milt) en gefuseerd met myeloomcellen – een geïmmortaliseerde tumorcellijn – om zogenaamde hybridoomcellen te vormen. Deze cellen bezitten zowel de antilichaamproductie als een onbeperkt delingsvermogen. De succesvol gefuseerde cellen worden in kweek gebracht in een selectief medium (HAT-medium), waardoor de niet-gefuseerde cellen worden weggeselecteerd.
Na de selectie worden de hybridomacellen gescreend op hun vermogen om het gewenste antilichaam te produceren. Klonen die specifiek en efficiënt antilichamen maken, kunnen vervolgens worden in grotere hoeveelheden worden gekweekt. De monoklonale antilichamen worden uiteindelijk uit het kweekmedium geïsoleerd en gezuiverd.

## Klinische toepassingen
Monoklonale antilichamen die via de hybridoomtechniek geproduceerd zijn, worden breed ingezet in de geneeskunde. Ze vormen de basis voor gerichte therapieën bij kanker (zoals rituximab of trastuzumab), worden gebruikt bij auto-immuunziekten (bijv. infliximab tegen TNF-α), en spelen een rol in de behandeling van infectieziekten. Ze zijn daarnaast zeer belangrijk in de diagnostiek, bijvoorbeeld voor de detectie van ziekteverwekkers (malaria, herpesvirussen), tumormarkers of auto-antilichamen.
Monoklonale antilichamen kunnen geconjugeerd worden aan medicijnen, toxines of radioactieve isotopen om een gerichte afgifte aan zieke cellen te realiseren (antibody-drug conjugates). Ze worden ook toegepast als checkpointremmers in immuuntherapie, zoals anti-PD-1 of anti-CTLA-4 antilichamen. Tijdens de COVID-19-pandemie werden monoklonale antilichamen voor de introductie van vaccins ook wel ingezet als vroege behandeling.